# サンドバッグ

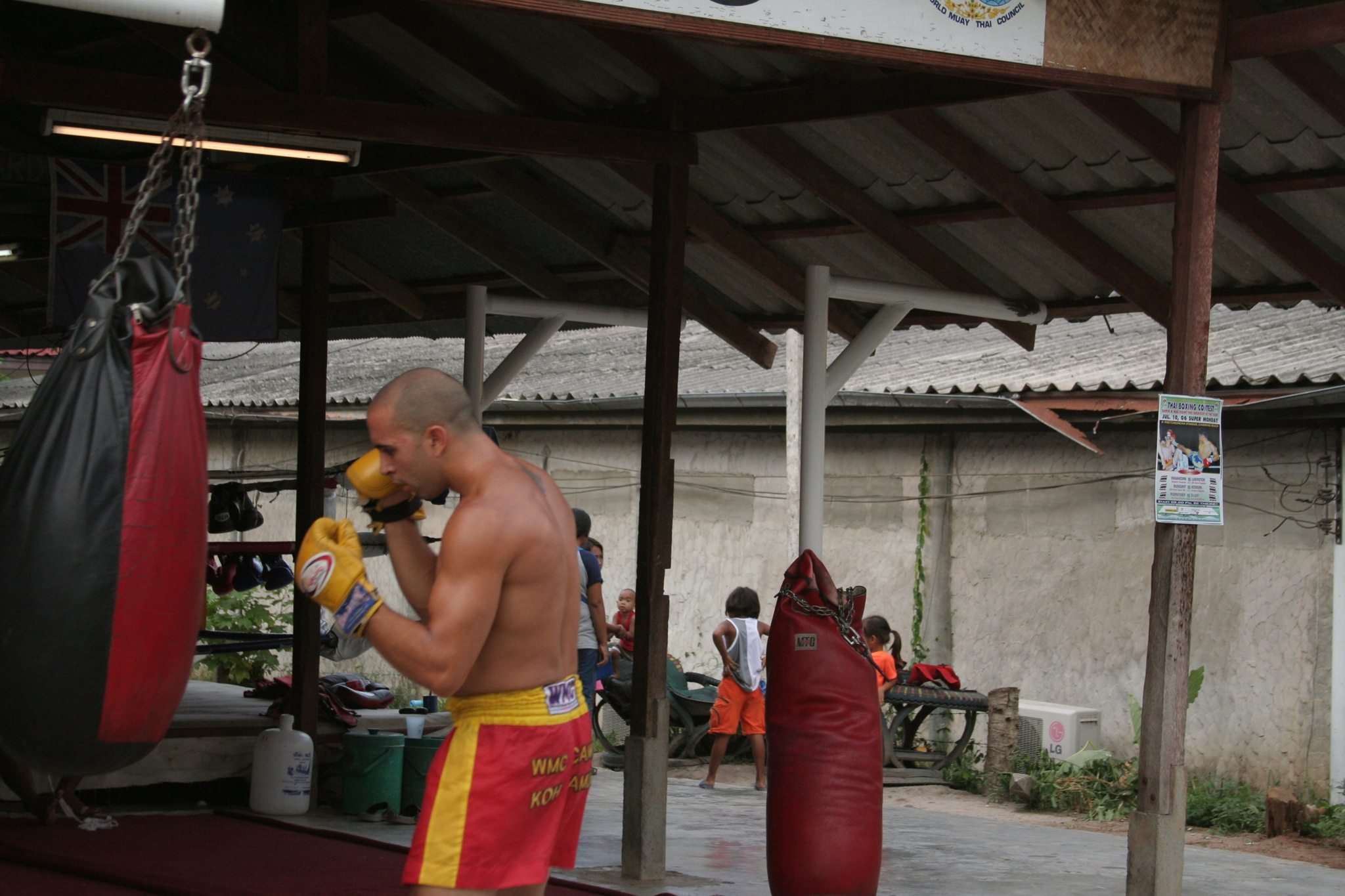
サンドバッグを相手に練習するキックボクサー

サンドバッグとは、一般的に打撃を技の中心として行う格闘技（ボクシング、キックボクシング、空手道等）や肉体的な接触が多い一部の球技（ラグビー等）の練習で使用する、布地等の中に比較的軟らかい素材を詰めて中にぶらさげて使用するダミーの標的である。
和製英語であり、英語圏ではパンチングバッグ（英: Punching bag）という。英語圏でのサンドバッグ（英: Sand bag）は土嚢を意味する。

## 使用方法
鎖・チェーンやロープなどで空中に吊るして打撃（パンチ、キック、肘打ち、膝蹴りなど）やタックルなどの技を実際に当てることで打撃技を当てる感覚とその際に使用する筋力を養い、相手に接触する部位の（手・足等）部分強化を行う目的で使用する。
総合格闘技などの練習では床に寝かせた状態で打撃技の練習に使用することもある。またラグビーなどの球技では一人又は複数人で抱えた状態にタックルなどをする。

## 形状

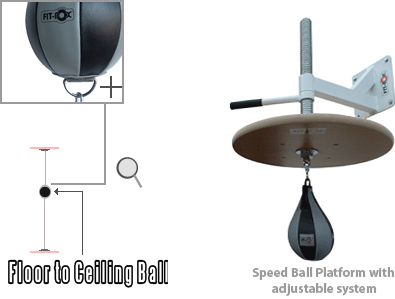
フロア・トゥ・シーリング・バッグ（左）とスピードバッグ（右）

サイズは大きさ、重さ共に遊び感覚で使用できる数kg程度の物から100kgを超す巨大な物まで様々である。円柱状で上下に長い物が一般的だが、パンチをリズミカルに打つ練習をするための小型で軽量のサンドバッグである「スピードバッグ (speed bag) 」など、特定の技の練習目的のために形状を変えた物や人型なども存在する。
中に詰められる内容物も、サンドバッグ（砂袋）とは呼称されているが実際には砂以外の物（ウレタンや布切れなど）が使用されていることが多い。1920年代にボクシングが日本に伝わってきた際、当時の練習生が何を詰めて良いか分からず砂を詰めて練習していた名残で現在もサンドバッグという名称のみが残っている（そのため「サンドバッグ」という名称を使用しているのも日本のみである）。また変わったところでは中に水・液体を入れた物も存在する。つめられる内容物によって重量・硬さを調整している。
格闘技の練習としてではなく、床に置いてデッドリフトのように持ち上げる、担いでスクワットをするためのサンドバッグもある。通常のサンドバッグと違い、高い耐久性が必要ないので安価で、重量可変タイプが多い。中には水、砂、小石を詰めるケースが多い。
また、名称通りに中に砂を入れる「砂袋」が存在する。これはサンドバッグとは異なり、拳や脛、足の甲を鍛える目的で使用される。

## 使用状況
住宅環境・住宅事情が日本より比較的良いとされる欧米諸国では、一般家庭でもエクササイズ用やストレス発散用などとしてサンドバッグを所有している家庭を目にすることが多い。
設置に関しては比較的丈夫な構造をもったガレージなどの建物内に吊るす（数十kgあるサンドバッグを一般的な成人が力一杯打つと使用者の体重の数倍の力が生じるため、家屋に与えるダメージは想像以上に大きい）。
個人使用向けの組み立て式のスタンドなど（懸架台）も存在するが、鉄骨のサンドバッグ専用骨組みを施工した上で吊るすのが最も望ましい。ボクシングジムなどでは専用の鉄骨のサンドバッグ懸架台を施工していることが多い。移動式のレールを持つ懸架台など仕様は様々。
欧米諸国では格闘技以外の一般的なスポーツジムでも設置されていることが多いのに対し、日本では一般的なスポーツジムに設置されていることは少ない。

## 転用
格闘技の試合、練習試合、喧嘩などで一方的に攻撃を受けてしまう状態を「サンドバッグ」と呼称する場合がある。